# Robert Tesche
Robert Tesche est un footballeur allemand né le 27 mai 1987 à Wismar en Allemagne. Il évolue actuellement au poste de milieu de terrain à VfL Osnabrück.

## Biographie
Le 14 août 2014 il rejoint Nottingham Forest. 
Le 2 mars 2015 il est prêté à Birmingham City.
L2 25 juin 2018, il rejoint VfL Bochum.

## Palmarès
- VfL Bochum
  - 2. Bundesliga
    - Champion en 2021